# Дейли Мейл
„Дейли Мейл“ (на английски: Daily Mail) е английски вестник, създаден от английския бизнесмен и обществен деятел Алфред Хармсворд.
Излиза от 1896 г. Той е сред първите британски вестници за средната класа и в днешно време[ неясно? ] е единствения вестник, на който повече от 50 % от читателите са жени, както и първият вестник, продал милионен тираж за ден. Имал е няколко „национални“ версии – ирландска, шотландска, индийска.

## История
„Daily Mail“ е един от ветераните на масовия печат в Англия. Алфред Хармсворд го ориентира към новата четяща публика – чиновниците и занаятчиите. През 1903 година Хармсвордови пускат втория си ежедневник Daily Mirror като евтино издание предназначено за домакините и младежите с разностранни интереси. С годините то добива още по-илюстративен характер и е проникнато от духа на британския империализъм.
Още през първата година на своето съществуване Daily Mail достига 200 хиляден тираж, а на четвъртата 700 хиляди. Издава се и неделна притурка „Sundy Daily Mail“ трансформирана с времето в „Ilustrated Daily Mail“. С времето излизат и други издания на вестника. По тираж Daily Mail изпреварва първенецът дотогава „Дейли Телеграф“.
През 1903 г. Алфред Хармсворд става пер на Англия – лорд Нортклиф. След време той оглавява британската военна мисия в САЩ.
През 1930-те години на ХХ век са публикувани няколко пронацистки статии на лорд Ротермир (Харолд Хармсворд – брат на Алфред Хармсворд). Пионер в масовата журналистика лорд Ротермир достига през 1922 г. три милионен тираж с вестника си Daily Mirror. След смъртта на по-големия си брат той наследява Daily Mail. През трийсетте години той се опитва със своето влияние на вестникарски магнат и собственик на Associated Newspapers Ltd да влияе на британската политика за увеличаване на военните разходи и съюз с Германия. Известно време неговите вестници се ползват от защитата на британския Съюз на Фашистите (B.U.F.) основан от английския аристократ, парламентарист и независим консерватор Освалд Мозли с численост по това време около 40 000 души. Организацията на Мозли ратува за ограничаване правомощията на парламента и установяване на диктатура по италиански фашистки образец. През 1934 г. лорд Ротермир започва популяризиране на гражданската авиация. Разсекретени британски документи от 2005 г. разкриват, че той е пращал поздравителни писма на Хитлер след окупиране на Чехословакия и е насърчавал настъпление в Румъния.
През 2008 г. след събитията в Южна Осетия вестникът критикува британското правителство за разваляне на отношенията с Русия и двуличие – признаване на Република Косово и критика на Русия за признаване на Абхазия и Южна Осетия.
Няколко пъти вестникът е обвиняван в клевета – нещо характерно за голяма част от големите таблоиди, които за да оцелеят на пазара за новини трябва да поднасят на читателите си сензации или качествени актуални новини.
„Daily Mail“ със своя двумилионен тираж е вторият масов английски ежедневник след английския „The Sun“ на Рупърт Мърдок който е с тираж от над 2 800 000 броя на ден.